# Museo Yaa Asantewaa
El Museo Yaa Asantewaa (en inglés: Yaa Asantewaa Museum) es un museo en el Distrito Municipal de Ejisu, parte del país africano de Ghana. Fue construido para honrar a la líder ashanti llamada Yaa Asantewaa, y se estableció en el año 1992. En octubre de 2009, los líderes locales expresaron su deseo de renovar el museo.